# 李善兰恒等式
李善兰恒等式为组合数学中的一个恒等式，由中国清代数学家李善兰于1859年在《垛积比类》一书中首次提出，因此得名。
有幂级数和概率两种证明方法。

## 表达式
{\displaystyle {\binom {n+k}{k}}^{2}=\sum _{j=0}^{k}{\binom {k}{j}}^{2}{\binom {n+2k-j}{2k}}}
其中{\displaystyle {\binom {k}{l}}={\frac {k!}{l!(k-l)!}}}

## 与超几何函数的关系
李善兰恒等式是薩爾許茨定理（Saalschütz's theorem）的一个整数特例。
{\displaystyle {}_{3}F_{2}(a,b,-n;c,1+a+b-c-n;1)={\frac {(c-a)_{n}(c-b)_{n}}{(c)_{n}(c-a-b)_{n}}}.}

{\displaystyle \sum _{j=0}^{k}{\binom {k}{j}}^{2}{\binom {n+2k-j}{2k}}={\frac {(n+2k)!}{(2k)!n!}}\sum _{j=0}^{\infty }{\frac {(-k)^{(j)}(-k)^{(j)}(-n)^{(j)}}{(1)^{(j)}(-n-2k)^{(j)}j!}}={\frac {(n+2k)!}{(2k)!n!}}{}_{3}F_{2}(-k,-k,-n;1,-n-2k;1)}
{\displaystyle ={\frac {(n+2k)!(1+k)_{n}(1+k)_{n}}{(2k)!n!(1)_{n}(1+2k)_{n}}}={\frac {(n+2k)!(n+k)!(n+k)!(2k)!}{(2k)!n!k!k!n!(n+2k)!}}={\binom {n+k}{k}}^{2}}